# Zhiyang (köpinghuvudort i Kina, Henan Sheng, lat 33,79, long 113,14)
Zhiyang (kinesiska: 滍阳镇) är en köpinghuvudort i Kina. Den ligger i provinsen Henan, i den centrala delen av landet, omkring 120 kilometer sydväst om provinshuvudstaden Zhengzhou. Antalet invånare är 26 661. Befolkningen består av 13 136 kvinnor och 13 525 män. Barn under 15 år utgör 19,0 %, vuxna 15-64 år 71 %, och äldre över 65 år 8,0 %.
Runt Zhiyang är det tätbefolkat, med 550 invånare per kvadratkilometer. Närmaste större samhälle är Pingdingshan, 16,2 km öster om Zhiyang. Trakten runt Zhiyang består till största delen av jordbruksmark.
Genomsnittlig årsnederbörd är 819 millimeter. Den regnigaste månaden är september, med i genomsnitt 157 mm nederbörd, och den torraste är januari, med 5 mm nederbörd.